# تپه مکی
تپه مکی، روستایی است از توابع بخش مرکزی شهرستان ارومیه استان آذربایجان غربی ایران.

## جمعیت
این روستا در دهستان باراندوزچای جنوبی قرار داشته و بر اساس سرشماری سال ۱۳۸۵ جمعیّت آن ۳۰۳ نفر (۸۴ خانوار)
بوده‌است. مردم این روستا به زبان ترکی آذربایجانی صحبت می‌کنند و شیعه هستند. تپه مکی با جمعیتی بالغ بر ۳۷۰ نفر در بیست و هفت کیلومتری جنوب شرقی شهر ارومیه به طرف جاده مهاباد قرار دارد.